# Citroën Typ B2
Der Citroën Typ B2 ersetzte im Juni 1921 den Citroën Typ A. Das bis 1926 gebaute Modell war das zweite Automobil des französischen Autoherstellers Citroën.

## Beschreibung
Im Gegensatz zum Typ A hatte der B2 einen leistungsstärkeren Vierzylinder-Benzinmotor mit nun 20 PS bei 1452 cm³ Hubraum. Die Höchstgeschwindigkeit betrug 72 km/h, der Verbrauch im Durchschnitt etwa 8 l Benzin pro 100 km. Geschaltet wurde mit einem unsynchronisierten 3-Gang-Getriebe. Der Typ B2 erwarb sich schnell einen guten Ruf für Robustheit und Wirtschaftlichkeit. Die Modellreihe wurde in der historischen Citroën-Fabrik Quai de Javel im 15. Arrondissement von Paris gebaut.
Gab es den Typ A nur als Torpedo und Coupé de Ville, war der B2 auch als geschlossene Limousine sowie als Pritschenwagen erhältlich. 1924 startete der Bau des Nachfolgemodells Citroën B10, das bereits 1925 durch den Citroën B12 ersetzt wurde. Der B2 blieb noch bis 1926 in Produktion und wurde in 89.841 Exemplaren gefertigt.

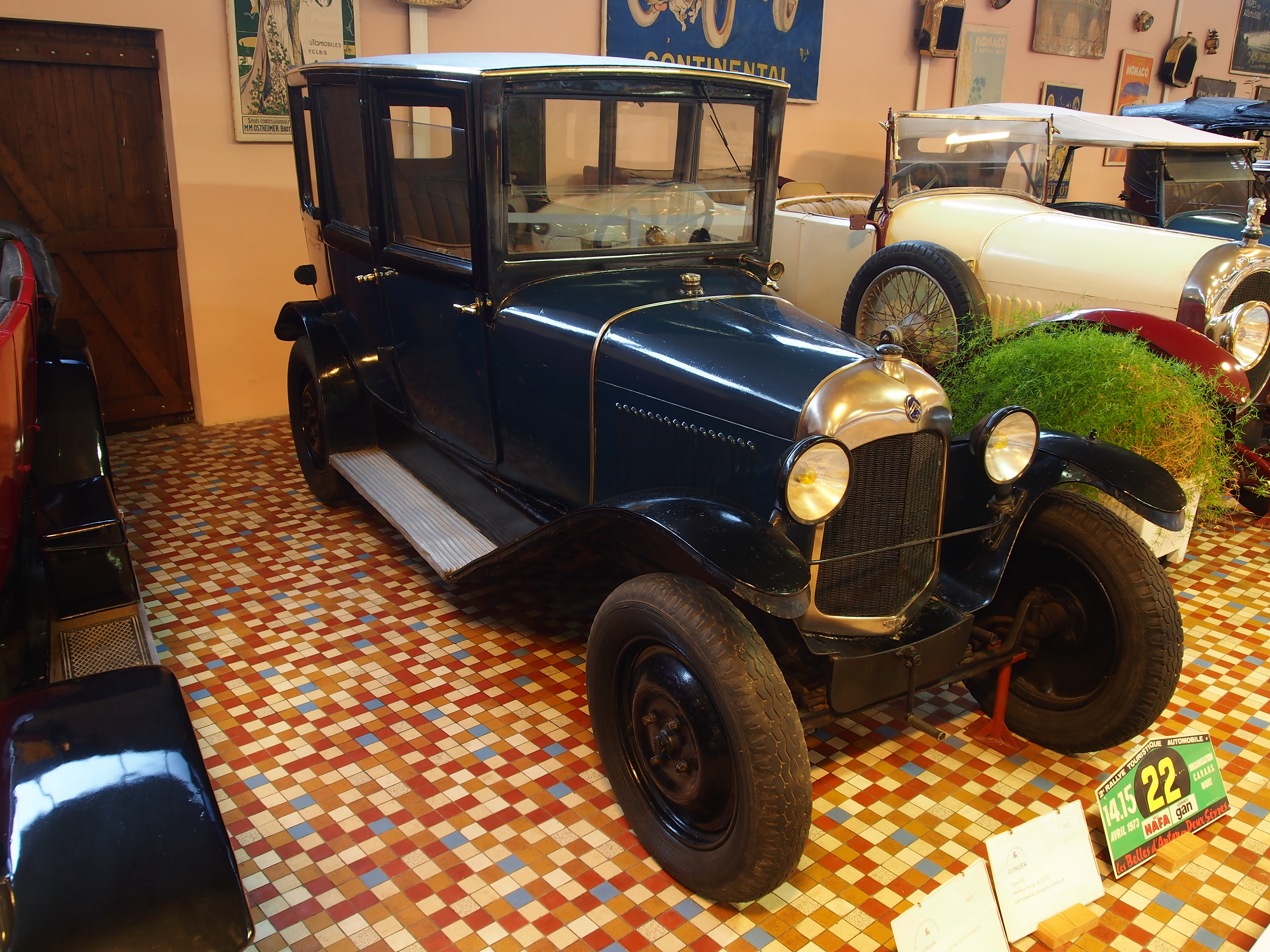
B2-Limousine
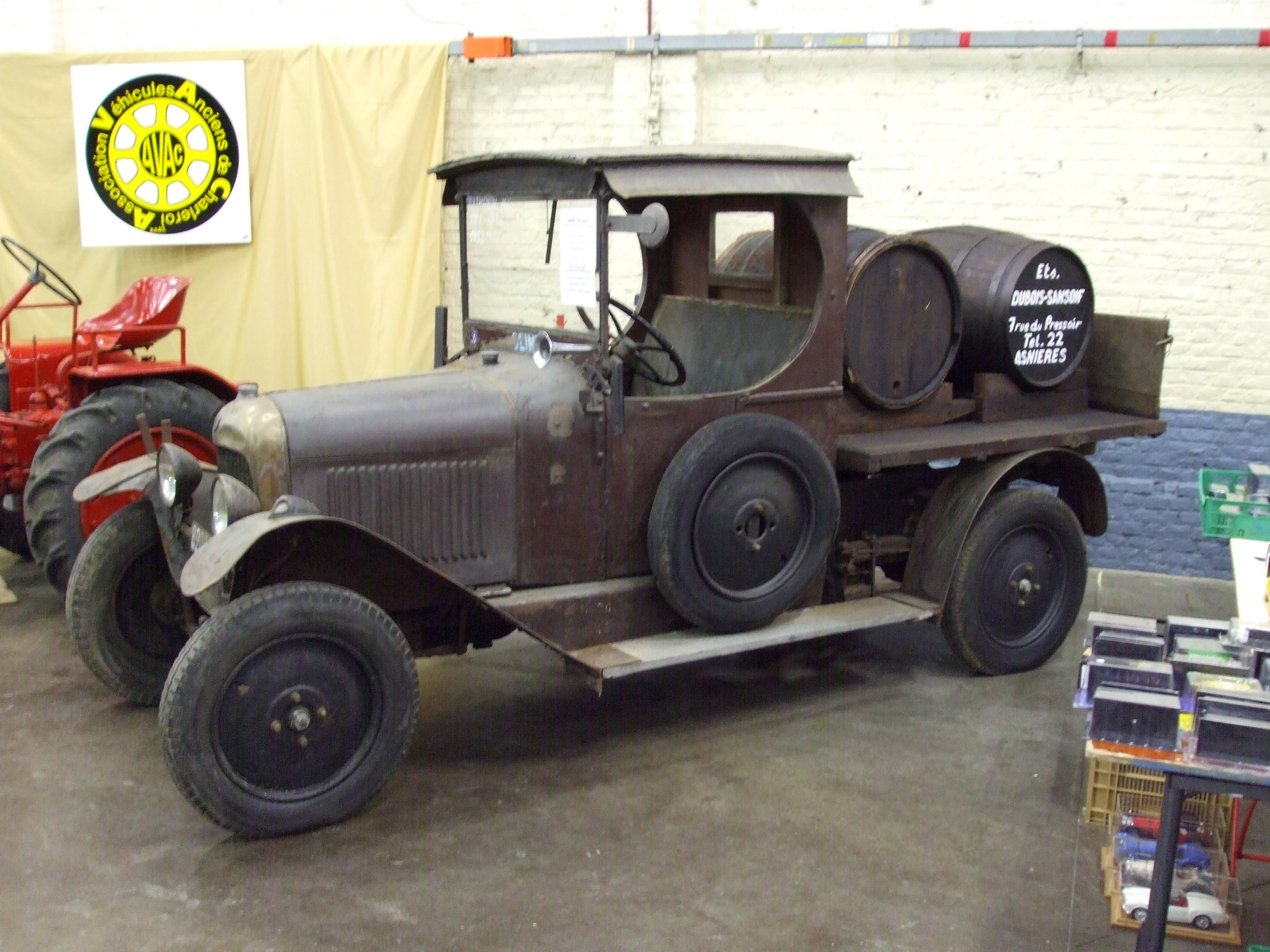
Pritschenwagen

## B2 Sport Caddy
Eine Besonderheit stellte der B2 Sport Caddy dar. Dieses Modell erhielt eine von der Carrosserie Labourdette entworfene Karosserie sowie einen auf 22 PS verbesserten Motor. Mit 5 Halbkettenfahrzeugen auf Basis des Typs B2 startete André Citroën 1922 seine erste Saharatour von Touggourt in Algerien nach Timbuktu in Mali. 1924 startete dann die Croisière Noire.

## Einstufung im französischen Steuer- und Versicherungssystem
Wie sein Vorgänger war der Wagen ein 10 CV.

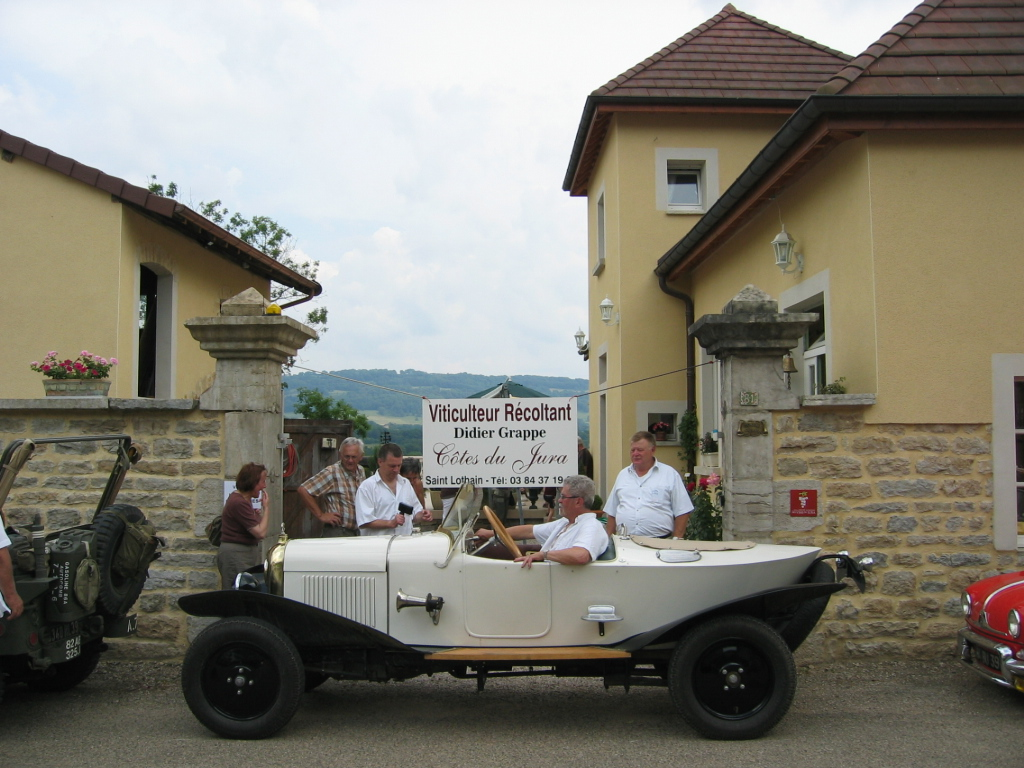
B2 Sport Caddy
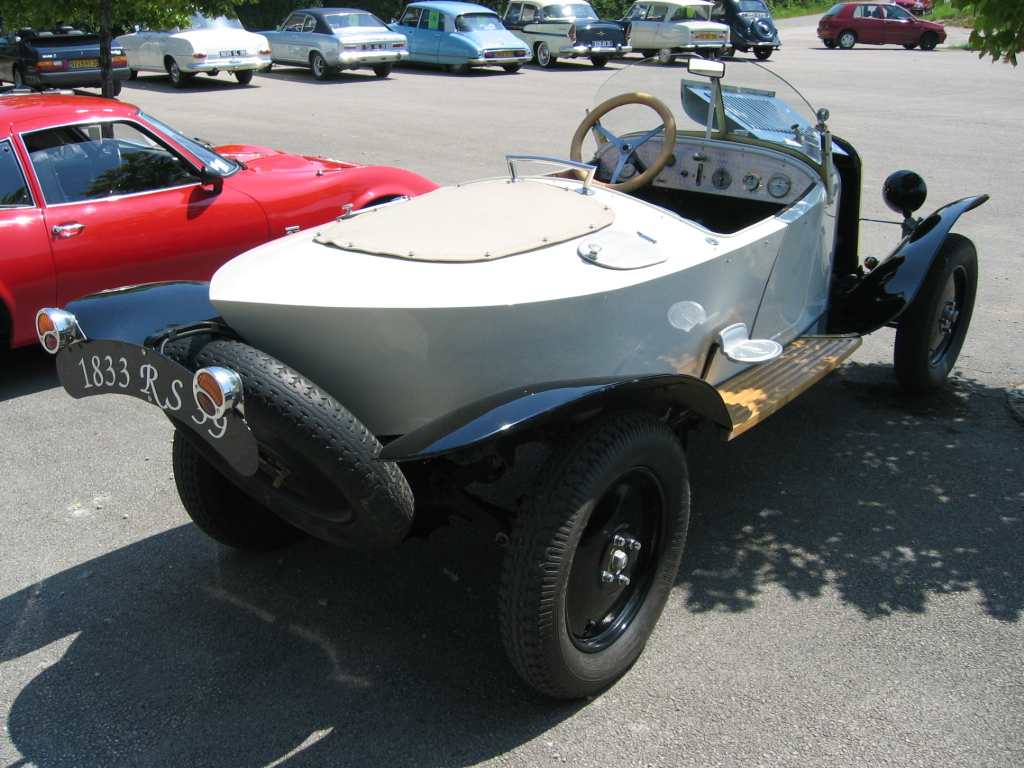
Heckansicht
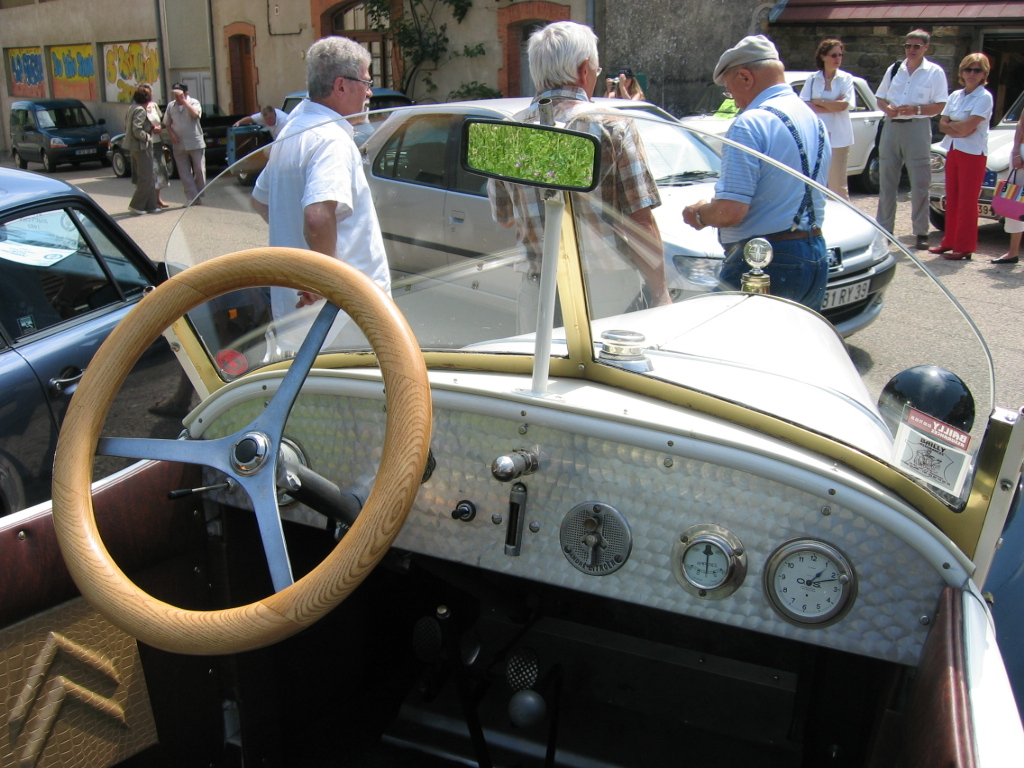
Innenraum